# Beinn Bhrotain
Beinn Bhrotain – szczyt w paśmie Cairngorm, w Grampianach Wschodnich. Leży w Szkocji, w regionie Aberdeenshire. 